# Santa Fe (Isla de la Juventud)
Santa Fe, también conocida como La Fe, es el segundo mayor asentamiento de la Isla de la Juventud, en Cuba.

## Historia
Santa Fe es el más antiguo caserío fundado por los españoles en la Isla de Pinos.
En la década final del Siglo XVII, era la isla un territorio deshabitado y abandonado a su suerte, cuna o refugio de famosos piratas, malhechores y prófugos de la justicia; así la describían los escasos visitantes ilustres que tuvo esa época. Su población alcanzaba solo 86 habitantes en 1792, cifra que inclusive desciende a 76, cinco años después.
Este poblado fue fundado el 15 de septiembre de 1809, llamado en aquel entonces "Villa de Aguas", siendo el más importante caserío fundado por los españoles en la Isla de Pinos. En las primeras décadas del siguiente siglo el crecimiento demográfico fue lento, según refiere un documento publicado en los volúmenes de la Real Sociedad Patriótica, llegando a 197 habitantes en 1819, número este que se mantiene estable en los años siguientes.
La economía estaba centrada en la cría de ganado vacuno y cerdo, de forma muy primitiva, extensiva y semisalvaje. Pobre era la fuente principal de enriquecimiento para los escasos terratenientes de la Isla y sus arrendatarios, los cuales mantenían un activo contrabando con piratas, corsarios, filibusteros y truhanes de toda laya y nación.
A España no le interesaban las tierras de la Isla de Pinos, por eso permaneció olvidada, a pesar de que voces ilustres llamaron la atención sobre la conveniencia de poblar y fortificar el territorio aprovechando sus riquezas naturales y además eliminar la favorable guarida de malhechores que aquí se llegó a formar.
El toponímico de Santa Fe existió antes de 1800, aunque sin aplicarse todavía a ninguna población. Su origen se remonta a los años 50 del Siglo XVIII, como se deduce del famoso reparto de la herencia de Don Nicolás Duarte, señor y propietario de toda la Isla.
Al fallecer Duarte en 1758 ordenó en su testamento el reparto de la Isla entre sus 7 herederos, así la tierra pinera adquirió una nueva geometría, 7 haciendas circulares. Una de estas recibió el nombre Santa Fe, propiedad de Don Antonio Zalabert - antiguo arrendatario de Duarte -, y casado con una hija del cacique.
La necesidad de un centro religioso y un embarcadero seguro para las comunicaciones y el comercio debieron impulsar a los habitantes de la Isla a gestionar la fundación de un pueblo. Así lo plantea el testimonio de Julián Ajoy Jacques, Coronel de infantería quien en 1875 visitó la isla y escribió una extensa memoria dirigida al Capitán General de la Isla de Cuba.
Santa Fe solo tenía de pueblo una iglesia y un embarcadero, por lo que su progreso fue nulo en la década siguiente a la fundación, años después cuando fue construida la Ciudad de Nueva Gerona (1827 - 1830) la situación presentaba escasa mejoría, tenían 7 casas donde vivían 23 personas, la concebida iglesia y un pequeño cementerio.
El poblado fue arrasado por un ciclón en 1846, volvió a levantarse 7 años después, ahora junto al río de igual nombre.
Estimulados por la reciente aparición de un vaporcito que cubría la ruta Batabanó - Muelle del Júcaro, se construyeron varios hoteles de piedra.

### La primera biblioteca en Isla de Pinos
En el poblado de Santa Fe se construyó la primera biblioteca de la Isla de Pinos. La obra se comenzó en febrero de 1949.

## Ubicación y Geografía
Se encuentra situada al centro-sureste de la capital del municipio especial Isla de la Juventud. Colinda al norte con el Consejo Popular Delio Chacón, al norte-noroeste con el Consejo Popular Gerona Centro y Patria, al oeste con el Consejo Popular Argelia Libre y La Victoria, al este con el Consejo Popular de La Reforma y al sur con el Consejo Popular de Mella-Cocodrilo. Tiene una extensión territorial de 210 km2, con aproximadamente 92 habitantes por km2.
En 1828, sus habitantes eran 23. Sobresalía su plaza central, actual parque de Santa Fe, en uno de sus lados se encontraba ubicado el Cuartel y en el otro extremo el Hotel Ceballo del cual queda como testimonio un tanque de agua sobre cuatro grandes columnas. En 1860 se localizaban ya los hoteles Santa Rita y Santa Fe, teniendo como vía el curso del río del mismo nombre, asiento natural de diversos manantiales de aguas minero-medicinales de fama mundial.
El poblado de Santa Fe se encuentra a diecisiete kilómetros de Nueva Gerona. Este pueblo se haya situado a orillas del río de su nombre y fue el primero que se fundó en toda la Isla de Pinos. El origen de su fundación fueron las aguas medicinales que al correr del tiempo adquirieron celebridad por sus efectos curativos. Antiguamente el caserío se componía de algunas viviendas casi abandonadas y sólo utilizadas y explotadas en la temporada de baños. Llegó este pueblo a contar con un vecindario fijo y permanente, siendo una bella población de reposo y de cura, en la cual no faltaban las comodidades del vivir moderno.

### Suelos
En la localidad La Fe se destaca un tipo de suelo ferralítico cuarcítico-amarillo rojizo lixiviado. Este tipo de suelo es muy erosionado y poco desarrollado. Hay predomi minio de corteza de intemperismo, ejemplo: Los surcos, los barrancos que pueden observarse en las laderas de las carreteras y en las orillas de los ríos. En la erosión ha influido y en la actualidad sigue influyendo el factor antrópico. La introducción del plan autoconsumo, originado como una alternativa del Período Especial, después dela desintegración del Campo Socialista agudiza la tala indiscriminada de los árboles para crear áreas de cultivo.
Por ser los suelos muy pobres en nutrientes, el hombre los dedicó en un inicio, al cultivo de cítricos; en la actualidad, al pastoreo, al cultivo de yuca, tomate, boniato, plátano, melón y para dar respuesta al plan alimentario del territorio.

### Manantiales

#### Manantial Santa Lucía
Vista del río Santa Fe, zona donde están los manatiales
Este manantial se puede localizar en calle 9, debajo del puente. Existe allí una tubería de la cual brota el agua constantemente. Esta agua es acechada por las personas que viven en este poblado, así como por los que se encuentran de paso; esto se debe sobre todo a las propiedades de cura que posee, principalmente las de la vista, como por ejemplo la conjuntivitis. Es un agua refrescante, de la cual se han obtenido buenos resultados y ha sido de gran utilidad para la población. Es recomendable su uso, utilización y consumo.
El beneficio de esta agua puede ser satisfactoriamente utilizado si se lograra formar un círculo de interés, en el cual se agrupen estudiantes y demás organizaciones, apoyados por la dirección de sus centros y el Consejo Popular, para difundir la importancia del uso de esta agua para la salud, evitando que se propaguen los brotes de conjuntivitis que a menudo nos golpean, y que provocan en gran medida la ausencia de estudiantes a clase.

### Manantial La Magnesia
Frente al manantial Santa Lucía se encuentra este otro manantial, La Magnesia, de la cual se sabe que era embotellada como el agua "La Cotorra", que era enviada a toda la isla de Cuba desde 1905, por Claudio Conde Cid. Esta agua es de gran utilidad para los problemas digestivos y estomacales.

### Manantial El Ferroso
A un c ostado del puente, a un lado de la turbina del agua, frente al restaurante El Ranchón, se localiza este manantial, el cual se encontraba atrapado bajo la tierra y la hierba. De las construcciones hechas para su aprovechamiento solo podemos ver el lugar. Esta agua puede ser utilizada para restablecer la hemoglobina, es decir, para las personas anémicas, debido a su alto contenido de hierro; pero es una lástima que se haya encontrado abandonado tanto tiempo
Es necesario señalar que en 1902, el primer alcalde de la Isla de Pinos, Juan Manuel Sánchez Amat logró un acuerdo de no cobrar el uso de estos tres manantiales mencionados, y a pesar del golpe de Estado que intentaron darle los colonos norteamericanos, no se pudo eliminar este acuerdo.
El acuerdo de Sánchez Amat evitaba que se repitiera el precedente de 1828. En aquel entonces eran numerosos los enfermos que acudían a curarse a la Isla, y el jefe militar de la misma. Don Juan Dovos López, aprovechó esta circunstancia para aprobar una real orden por la que se obligaba a tales desgraciados a pagar tres reales diarios, impuesto que se mantuvo durante veinte años.
Debido a este acuerdo, Claudio Conde Cid se ve obligado a trasladar el embotellamiento del agua "La Cotorra" para el manantial Agua Santa.

### Manantial de Agua Santa
Hacia este manantial se trasladó Claudio, el cual se encuentra situado a un lado de la carretera que va del reparto Panel I a la Casa de los Oficiales. En ese entonces esta agua se utilizaba como bebida refrescante y medicinal, y fue la continuó vendiéndose durante años por toda la isla de Cuba hasta que Claudio se trasladó definitivamente para La Habana, específicamente para el actual municipio de Guanabacoa, desde el cual continuó comercializando el agua "La Cotorra", aunque no ya la original. En estos momentos no se encuentra en explotación.

### Manantial ESBEC N.º 24 (F-34)
Existe un manantial medicinal en las cercanías de la antigua ESBEC N.º 24, a la cual se debe su nombre. Este manantial es considerado como el mejor de América Latina, y el cuarto mundialmente, por su bajo porcentaje de minerales, además de ser una de las aguas más finas del mundo. El mismo expulsa a la superficie más de setecientos litros de agua por minuto.
Según una entrevista hecha al periodista Wiltse Peña, actual encargado de la recuperación y mantenimiento de estos manantiales expresó: "...Si solamente se exportara el 10% del agua que este manantial expulsa, se recuperarían alrededor de 130 millones de dólares anualmente..."
En este momento se trabaja en su recuperación. Ya está hecha la nueva fuente, que es de cerámica.

### Manantial El Respiro
Este otro manantial es de aguas termales, su temperatura es de 40 grados, y se encuentra después del cementerio, por la carretera vieja de Gerona, dentro del autoconsumo del MININT. Se sabe que este manantial se encuentra a dos metros de profundidad y aun así brota de la tierra el agua.
Su empleo es generalmente para las diversas molestias relacionadas con el sistema óseo y muscular. Por lo dicho anteriormente, no está en explotación este manantial, su recuperación es sumamente costosa, pero se incluye en lo que será la futura Ciudad Balneario.

### Manantial Santa Rita
Es el más importante en estos momentos y siempre ubicado a orillas del río Santa Fe.
El primero en contar la historia de este manantial fue el pirata cirujano Alexandre Oliver Esquemeling, en 1772.
En 1908 esta historia fue nuevamente contada por la norteamericana Irene Wright.
"Cuenta la leyenda que existió una tribu de indios muy poderosa que habitó la Isla de Pinos, guiados por el cacique Tacamena. Su pueblo vivía en paz y plena prosperidad. Debido a la extrema vejez del cacique, se decide poner a prueba la valentía y el honor de su hijo Auquimairo, para comprobar si reunía las condiciones necesarias para relevar a su padre como cacique. Se decide enviarlo finalmente en una expedición a la isla de Cuba. Decidido esto, parten los guerreros en sus canoas, comandados por Auquimairo. Al llegar, decide explorar él solo el terreno, dejando a los guerreros a espera de un aviso. Transcurrido un tiempo y al ver sus hombres que no regresaban, el jefe decide mandar un grupo de exploración para averiguar lo que había sucedido; cuando lo encontraron lo vieron hablando de paz con los indios de Cuba. Enloquecidos, atacan por sorpresa y toman preso a Auquimairo, al sentirse traicionados. Regresan victoriosos en sus canoas para la Isla y al llegar, cuentan todo al viejo cacique, y el hijo, claro en sus ideas, le pide dar su explicación:
'...por favor padre, déjeme explicarle...' - le dijo. ¡Habla desgraciado!- le respondió indignado el viejo cacique. '¿Ve usted padre, el árbol que está en la montaña en condiciones difíciles, en un suelo árido, los pocos frutos que da? ; sin embargo, ¿ ve usted en el llano el árbol que crece en suelo fértil y la naturaleza a su favor que da buenos frutos?. ¿No se da cuenta de que es mejor vivir en la paz que en la guerra? . Pero el cacique no entendió las sabias palabras de su hijo; lleno de ira le clavó en el pecho una lama, cayendo el cuerpo en el suelo. Al marcharse de allí sopló una brisa caliente que enfermó a todos los indios. Mientras esto ocurría, los indios de Cuba que venían a vengarse, encontraron y reconocieron el cuerpo del indio que les había hablado de paz. El jefe indio decide enterrarlo en aquel lugar, y al levantarlo comenzó a brotar un manantial del lugar donde reposaba su cuerpo, al cual llamaron "El Manantial de la Paz", en honor a los ideales del indio muerto. Más tarde encontraron al resto de los indios, que estaban muy enfermos. Los llevaron al manantial y observaron como milagrosamente se curaban..."
Este Manantial de la Paz es el hoy llamado Santa Rita. La construcción de un local para su aprovechamiento se comenzó en 1853.
El Dr. José de la Luz Hernández elogió a Manuel Calvo por haber formado el caserío de Santa Fe y haber acondicionado un tanto el baño del "Templado", otro de los nombres con el se conoció este manantial, con su correspondiente división para señoras y caballeros, resaltando la comodidad y la decencia que esto significaba.
"Desde 1857 hasta 1862 entraron a la Isla de Pinos 3409 soldados enfermos, de los cuales se curaron 3217, gracias a los efectos curativos de las aguas medicinales...", según el Dr. José de La Luz Hernández Sardiñas
El agua del manantial Santa Rita posee numerosos componentes como: bicarbonato, cloruro, sulfato, calcio, magnesio, sodio y sales solubles. Además tiene un PH casi neutro (6.4), con una agradable temperatura de 32 grados aproximadamente; sus aguas son radioactivas. Aparte de tener una gran utilidad con relación a los problemas de la artritis y el reuma, ha curado múltiples enfermedades más; un escrito de 1865 del Dr. José de la Luz Hernández nos lo verifica: "...Se ha visto desaparecer como por encanto la tisis tuberculosa, la laringitis, la bronquitis, la cefalalgia y la esplenitis, la artritis y el reuma, la gastralgia y la gastroenteralgia, las amenorreas y las dismenorreas, las afecciones uterinas así como los lamparones; las obstrucciones glandulares y los dolores osteócopos, la neurosis y parálisis, la hipocondría y la lepomamaría, y finalmente, la ceguera, la clorosis y la anemia, y casi todas las afecciones dermoideas, desde los herpes hasta la elefantiasis, insipientes de los árabes, el asma, la oftalmía, la otitis, la eclansia y la epilepsia."
Como se puede apreciar, son muchas las enfermedades citadas que logran la más satisfactoria curación desde aquellos años.
Gracias al viajero norteamericano Samuel Hazard, tenemos una idea de lo que se acostumbraba hacer cuando venían en busca de los baños del manantial:
"...La rutina general es darse un baño antes del almuerzo, bebiendo previamente un vaso de agua, permaneciendo en el baño un cuarto de hora; al salir de él se vuelve a tomar otro vaso de agua y se retoma al hotel. Por la tarde se repite lo mismo."
Se conoce que en 1954 se restauró nuevamente el local donde se encuentran las dos piscinas terapéuticas; y un año más tarde, en 1955, fue inaugurado por el entonces presidente de la República Fulgencio Batista y Zaldívar, acompañado por su señora esposa.
Al triunfo de la Revolución, en 1959, el manantial Santa Rita prestó servicios como Casa de Descanso, pero poco tiempo después, con los sucesos de la década del 60, fue abandonado a su suerte. En 1964, el nivel de la presa Santa Fe subió y provocó que por más de 30 años este manantial estuviera bajo tierra. En octubre de 1998, una vez más se comenzó su rescate, y actualmente se encuentra al servicio de la población, brindando su utilidad a los enfermos que allí acuden y a las personas que deseen darse un baño. Aún se guarda la costumbre de tomarse un vaso de agua antes y después del baño, el cual solo debe durar 40 minutos.
A mediados de 1997 se comenzó la revitalización de los manantiales, y a mediados del año 1998, comenzaron algunos pobladores, por su propia cuenta, el uso de estos manantiales. Otros asistían por indicación médica controlada, encomendados por médicos especialistas en ortopedia y el médico consultante de la clínica de Medicina Natural y Tradicional de Santa Fe.
En el año 1999 se atendieron 1006 pacientes y un total de 43 afecciones o dolencias. Se han aplicado dichos baños a pacientes de diferentes partes del país, como Santiago de Cuba, Guantánamo, Ciudad de La Habana, Villa Clara, Pinar del Río, así como pacientes de Nueva Gerona, que a pesar de las dificultades del transporte se trasladaban día a día hasta Santa Fe para mejorar sus dolencias.
Se plantea, por norma, que los pacientes deben mejorar con un total de 10 a 21 baños. No obstante, se ha podido apreciar que un 75% ha mejorado sus dolencias con la aplicación de solamente 10 baños, y un pequeño por ciento ha tenido que mantenerse con más de 10 sesiones para mejorar su patología.

## Personalidades
- Tomás Aldazabal (n. 1976), jugador de voleibol